# Xã Franklin, Quận Grant, Indiana
Xã Franklin (tiếng Anh: Franklin Township) là một xã thuộc quận Grant, tiểu bang Indiana, Hoa Kỳ. Năm 2010, dân số của xã này là 7.211 người.